# Fernando Fonseca (escultor)
Fernando Fonseca (1946, São Teotónio, Odemira) é um escultor Português.

## Biografia
Nasceu em 1946, na freguesia de São Teotónio, no concelho de Odemira.
Fez a sua primeira exposição aos treze anos, em Odemira, que teve um grande sucesso, tendo sido um dos principais motivos pelos quais foi admitido na Casa Pia de Lisboa, como aluno semi-interno. Fez o curso de Escultura Decorativa naquela instituição, e depois licenciou-se em escultura pela Escola Superior de Belas Artes de Lisboa.
Tem uma carreira destacada como escultor, tendo as suas obras recebido vários prémios, e sido apresentadas em várias exposições, tanto a nível individual como colectivo. Por exemplo, em 2011 foi um dos artistas convidados para a exposição Para onde sopram os ventos, sobre os moinhos de Odemira, e que foi organizada em vários pontos do concelho, e em 2020 esteve representado no Museu da República, em Pedrógão Grande. Também esteve envolvido em programas culturais e com órgãos de comunicação social, tendo sido por várias vezes referido em livros e em revistas sobre o tema. Em 2010, foi responsável pela coordenação das comemorações no centenário da república em São Teotónio. Concebeu cerca de uma centena de medalhas, tanto temáticas como comemorativas, destacando-se o conjunto Figuras e Factos da Expansão e Expressão de Portugal no Mundo, com sessenta peças, e que foi editada pela empresa portuense Colecções Artísticas. Também foi responsável pelas medalhas relativas aos 40 anos da Revolução de 25 de Abril de 1974 e aos 50 anos da Barragem de Santa Clara, ambas para a Câmara Municipal de Odemira, e para a autarquia de Castro Verde produziu uma medalha comemorativa do centenário da República, publicada em 2010. Venceu o concurso internacional para a Medalha Comemorativa do 8 Séculos da Língua Portuguesa, e o concurso para a elaboração da moeda de 2 Euros relativa aos 500 anos do Primeiro Contacto de Portugal com Timor, ambos lançados pela Imprensa Nacional Casa da Moeda.
Foi o autor de um grande número de medalhões e esculturas para espaços públicos, nas localidades de Castelo de Vide, Ferreira do Zêzere, Lisboa, e São Martinho das Amoreiras. Para Gouveia, produziu um busto de Vergílio Ferreira, que foi exposto na Praça de São Pedro. Em São Teotónio, foi responsável pelo busto a Manuel Firmino da Costa, e para a vila de Odemira criou o Monumento ao Cante Alentejano, inaugurado em 27 de Novembro de 2022, e o busto de Fernando dos Santos Agudo, exposto no Jardim Sousa Prado.
Exerceu igualmente como professor de Educação Visual dos segundo e terceiro ciclos, profissão da qual se aposentou.